# 廬江郡 (秦朝)
廬江郡，是中國秦朝至西漢前期的一個郡，相當於今江西省之大部，後改爲豫章郡。

## 秦朝
秦滅楚國後，將今安徽省淮南和江西省的大部分地區劃屬九江郡。大約在秦始皇二十八年（前219年），因秦軍大規模南下，準備與百越作戰，因此分九江郡江南一帶設置廬江郡。廬江郡得名于境內的古廬江（今江西樂安江），與浙江同出于江西婺源和安徽休寧交界處的六股尖。
秦朝廬江郡治當番陽縣（今江西省鄱陽縣東北）。領縣方面，綜合后曉榮《秦代政區地理》、周振鶴《中國行政區劃通史·秦漢卷》二書所記，可考縣份為新淦縣、鄡陽縣、番陽縣、南昌縣、餘汗縣、南野縣、廬陵縣、安平縣8縣。

## 漢朝
漢元年（前206年）十月，沛公劉邦攻入關中，秦王朝覆滅。二月，項羽劃地分封滅秦有功將領、舊六國貴族及秦朝降將等18人為王。廬江郡作爲九江王英布的封地。前203年，漢朝改封英布爲淮南王，仍領廬江郡。高祖十一年（前196年），廬江郡屬淮南王劉長。文帝六年（前174年），劉長死後，廬江爲漢郡。文帝十六年（前164年）四月，以廬江郡置廬江國，立淮南王劉長之子劉賜為廬江王。景帝四年（前164年），廬江王劉賜徒封衡山王，廬江國除，復爲漢郡。
西漢前期的廬江郡仍轄江西大部，與秦代基本相同，是漢朝與百越之間的前線邊郡。漢文帝二年（前178年），淮南王劉長發兵攻破與廬江郡接壤的南海國，將南海國越人遷往廬江郡境內的上淦。文帝六年（前174年），劉長遣使閩越、匈奴謀反。淮南國被廢除後，賈誼主張廬江郡作爲漢朝直轄，和秦朝統治的極限相去不遠，應分封諸侯王。七國之亂時，廬江王劉賜雖未加入叛軍，但也與越人遣使往來。漢朝平定七國之亂後，便以此爲由，將廬江國廢除。
江南廬江郡撤銷的具體時間尚不可考。至遲在建元三年（前138年），文獻中記載的「廬江郡」已是江淮之間的廬江郡，則江南廬江郡撤銷的時間不晚於這一年。但昌武認爲，漢朝在平定七國之亂後，將廬江、豫章二郡合并爲豫章郡，在江北割衡山國之東南爲江北廬江郡。馬孟龍根據「廬江豫守」封泥認爲，漢朝在平定七國之亂後，合并廬江、豫章二郡爲「廬江豫章郡」，江北廬江郡設置於漢景帝中後期。
漢朝廬江郡治當鄱陽縣（今江西省鄱陽縣東北）。領縣方面，據《中國行政區劃通史·秦漢卷》所記，為鄱陽縣（今江西省鄱陽縣東北）、彭澤縣（今江西省湖口縣東）、歷陵縣（今江西省德安縣東北）、餘汗縣（今江西省餘干縣）、鄡陽縣（今江西省鄱陽縣西北鄱陽湖中）、柴桑縣（今江西省九江市西南）、春穀縣（今安徽省繁昌縣西北）、宣城縣（今安徽省宣城市宣州區西）、陵陽縣（今安徽省池州市青陽縣南）、涇縣（今安徽省涇縣西北）10縣。